# Ziua Internațională împotriva Intoleranței, Discriminării și Violenței legate de preferințe muzicale, mod de viață și vestimentație
Marcarea zilei de 24 august și sărbătorirea acestei ca Ziua Internațională împotriva Intoleranței, Discriminării și Violenței legate de preferințe muzicale, mod de viață și vestimentație s-a realizat la propunerea Asociației Umaniste Române, susținută și de Fundația Sophie Lancaster și are ca obiectiv prevenirea și combaterea discriminării și intoleranței în față de acele persoane care adoptă un mod de viață și un comportament "non-conformist".

## Fundația Sophie Lancaster
Uciderea, în 2007, a tinerei britanice Sophie Lancaster și a prietenului acesteia de către un grup de adolescenți, ce nu erau de acord cu vestimentația gotică a celor doi, a stârnit indignare, mai ales în rândul celor care au resimțit intoleranță din partea opiniei publice datorită preferințelor muzicale, modului de viață sau vestimentație, considerate extravagante de cei din jur.
Pentru a combate această atitudine marcată de prejudecăți, mama Sophiei înființează Fundația Sophie Lancaster (The Sophie Lancaster Foundation) având ca obiective:
- crearea unei moșteniri spirituale legate de numele defunctei
- înființarea unor grupuri de lucru care să prevină și să contracareze tendințele intolerante față de subculturile alternative.
- adoptarea, de către guvernul britanic, a unui cadru legislativ care să stopeze și să descurajeze astfel de atitudini și concepții intolerante.

## CampaniaBlack Cat
Inspirată de activitatea Fundației Sophie Lancaster și susținută de aceasta, Asociația Umanistă Română inițiază și în România un demers similar.
Lansarea acestei campanii, denumite Blak Cat (Black Cat Campaign), a avut loc la Londra la 10 iunie 2009 și a fost salutată de către Asociația Umanistă Britanică.
Campania are ca obiective:
- aducerea la cunoștința opiniei publice a numeroaselor acte de intoleranță, violență și discriminare față de persoanele care se costumează și arată "diferit" față de convențiile sociale tradiționale
- susținere morală,  și chiar legală dacă e ncesar față de persoanele care au devenit victima unor astfel de prejudecăți
- susținerea propunerii către mass-media de a nu propaga idei stereotipe și conservatoare față de persoanele care au un mod de viață și vestimentație "non-convențional"
- promovarea dreptului de a fi diferit și încurajarea diversității social-culturale.

## Sărbătorirea acestei zile
Această zi a fost sărbătorită pentru prima dată pe 24 august 2009, evenimentul având loc la clubul Control Club de lângă Universitatea de Arhitectură și Urbanism Ion Mincu.
Au fost vizionate filme privind cazul Sophiei Lancaster, iar Asociația Umanistă Română a declarat această zi ca fiind Ziua Internațională împotriva Intoleranței, Discriminării și Violenței legate de preferințe muzicale, mod de viață și vestimentație.
În anul următor, 24 august 2010, are loc a doua ediție a acestei manifestări.
Un eveniment similar are loc în același an, pe 7 mai, la Sibiu.